# Wielbowne
Wielbowne (ukr. Вельбівно) – wieś na Ukrainie w obwodzie rówieńskim, w rejonie rówieńskim.
Do 2020 roku w rejonie ostrogskim.

## Historia
Pierwsza wzmianka o wsi pochodzi z roku 1542 (podział ziemi księcia Ili Ostrogskiego pomiędzy Beatą i Halszką). W 1576 roku Konstanty Wasyl Ostrogski zajął Ostrog i ziemię ostrogską. W 1593 wieś została przekazana Olizaru Jerliczu. Do 1621 r. własność Jarosława Ostrogskiego, potem do 1654 roku – A.-A. Chodkiewicza. Od 1654 roku do końca XVIII wieku należała do książąt Jabłonowskich. W 1780 roku książę Jabłonowski wydzielił ziemię pod budowę Kościoła Przemienienia Pańskiego (w 1941 roku kościół spalili Niemcy, w 1990 rozpoczął budowę nowej cerkwi na miejscu starego kościoła), istniała szkoła parafialną dla 25 chłopców. W latach 1917–1919 pod panowaniem trzech mocarstw, wielu mieszkańców wsi zapisało się do 1 Konnej Armii Czerwonej.
W okresie międzywojennym w miejscowości stacjonowała strażnica KOP „Wielbowno”.
W latach 1939–1941 pod panowaniem ZSRR, 1941-1944 – okupacja niemiecka. Potem ponownie władza radziecka. W latach 50. XX wieku została wybudowana nowa 8-letnia szkoła, kołchoz, przedszkole. W 1980 roku zbudowano nową 10-letnią szkołę. W 2009 przywrócono nazwę Wielbowne (w czasach ZSRR wieś nazywała się Wilbiwne).